# Prisión Qasr
Prisión Qasr (زندان قصر, «prisión del palacio») era una prisión en Teherán. Fue una de las más antiguas prisiones políticas iraníes. En 2008 se cerró para siempre y debe ser convertido en un museo.

## Historia
Fue construido por la orden de Fath Alí Shah de la dinastía Qayar en 1790 en forma de un palacio. Fue la primera prisión en Irán en la que los presos tenían derechos legalmente reconocidos.
Después de la revolución iraní en 1979, la mayor parte de los funcionarios civiles y militares del Shah fueron detenidos y ejecutados en la prisión, incluyendo a Nader Yahanbaní, Amir Hoséin Rabií.

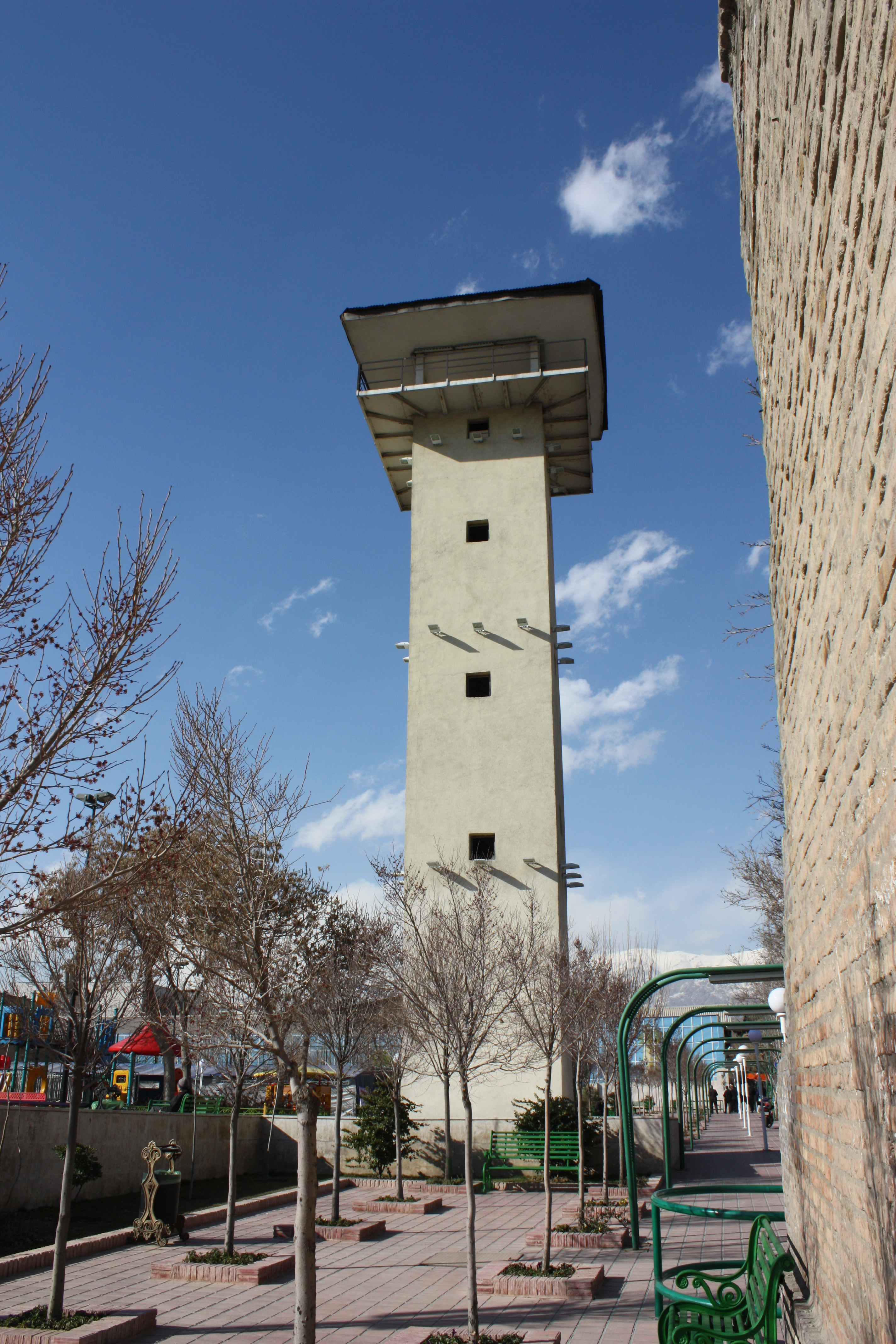
Prisión Qasr